# Казума Кая
Казума Кая (яп. 萱 和磨, Kazuma Kaya, нар. 19 листопада 1996, Тіба) — японський гімнаст. Чемпіон та призер чемпіонатів світу та Азійських ігор. Срібний призер в командному багатоборстві, бронзовий призер у вправі на коні Олімпійських ігор в Токіо. 

## Біографія
Навчається на факультеті фізичної культури в "Університеті Джутнендо", Токіо.

## Спортивна кар'єра
Спортивною гімнастикою займається з 2004 року, коли на Олімпійських іграх 2004 в Афінах був вражений виступом чоловічої збірної Японії.

#### 2015
На Азійських іграх здобув перемоги в командній першості та вправі на коні, на паралельних брусах був третім.
На чемпіонаті світу в команді здобув перемогу, на коні здобув бронзу.

#### 2018
В Досі, Катар, на чемпіонаті світу разом з Кензо Сіраї, Юсуке Танакою, Ватару Танігавою та Кохеєм Утімурою  посів третє місце, що дозволило здобули командну олімпійську ліцензію на Літні Олімпійські ігри 2020 у Токіо, Японія. В фіналі багатоборства був шостим, а у вільних вправах - восьмим.

#### 2019
На чемпіонаті світу 2019 року у командному фіналі разом з Дайкі Гашимото, Какеру Танігавою, Ватару Танігавою та Юя Камото здобув бронзову нагороду. В фіналі вправи на паралельних брусах виборов другу бронзу за чемпіонат.

## Результати на турнірах
| Рік  | Змагання         | КБ | ІБ | Вільні вправи | Кінь | Кільця | Опорний стрибок | Паралельні бруси | Перекладина |
| ---- | ---------------- | -- | -- | ------------- | ---- | ------ | --------------- | ---------------- | ----------- |
| 2015 | Азійські ігри    | 1  |    |               | 1    |        |                 | 3                |             |
| 2015 | Чемпіонат світу  | 1  | 10 |               | 3    |        |                 |                  |             |
| 2018 | Чемпіонат світу  | 3  | 6  | 8             |      |        |                 |                  |             |
| 2019 | Універсіада      | 1  | 1  | 2             | 3    | 6      |                 | 7                |             |
| 2019 | Чемпіонат світу  | 3  | 6  |               | 5    |        |                 | 3                |             |
| 2021 | Олімпійські ігри | 2  |    |               | 3    |        |                 |                  |             |
| 2021 | Чемпіонат світу  |    |    | 6             | 2    |        |                 | 6                |             |
| 2023 | Універсіада      | 2  | 3  | 1             |      |        |                 | 3                |             |
| 2023 | Чемпіонат світу  | 1  |    |               |      |        |                 | 4                |             |
| 2024 | Олімпійські ігри | 1  |    |               |      |        |                 |                  |             |